# Otto Baum (beeldhouwer)

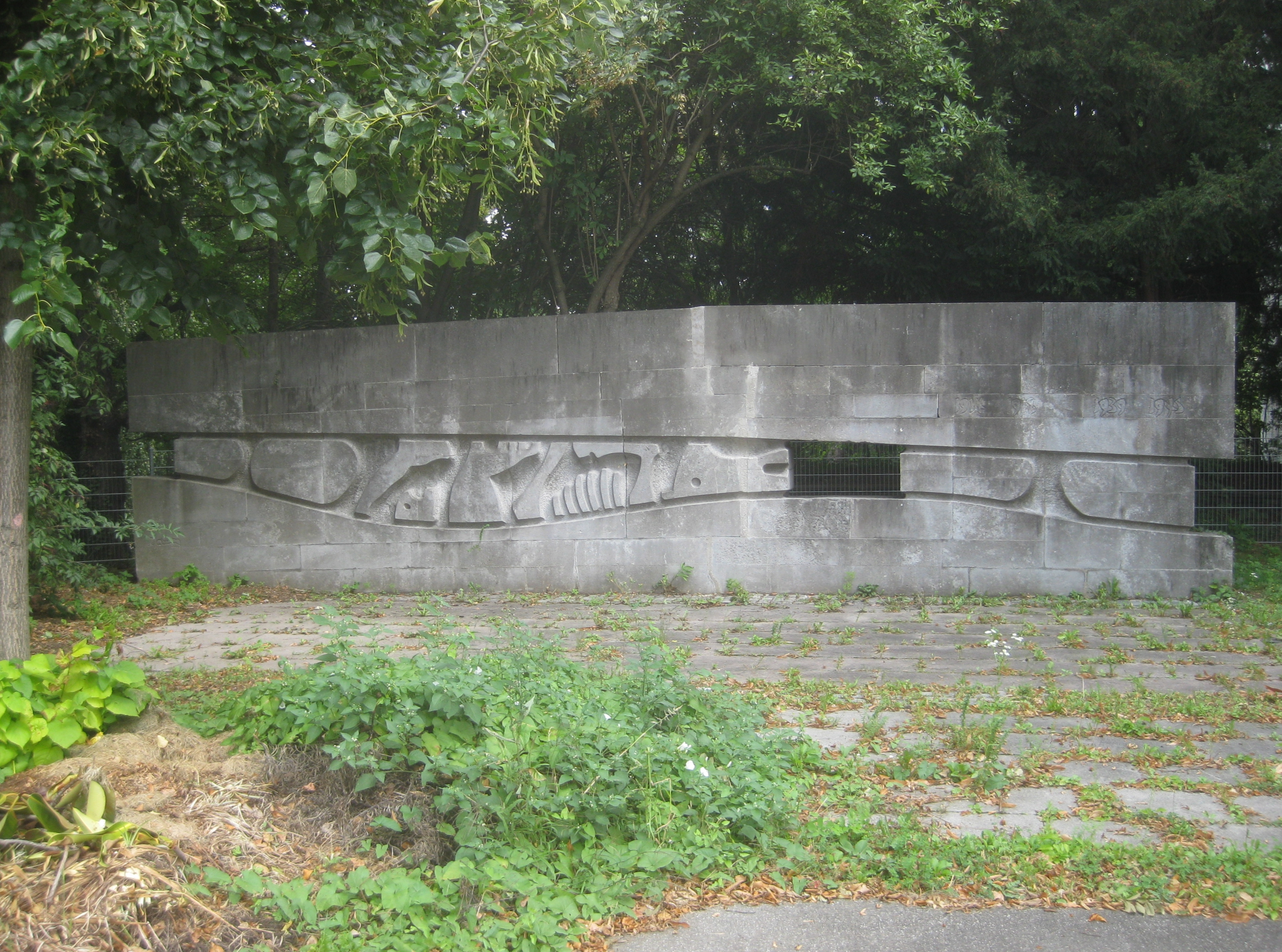
Mahnmal (ca. 1960), Stuttgart

Otto Baum (Leonberg, 22 januari 1900 – Esslingen am Neckar, 22 januari 1977) was een Duitse beeldhouwer.

## Leven en werk
Baum volgde een technische opleiding en deed dienst gedurende de Eerste Wereldoorlog. Van 1924 tot 1927 en daarna van 1930 tot 1933 studeerde hij beeldhouwkunst aan de Staatliche Akademie der Bildenden Künste Stuttgart in Stuttgart.
In 1936 kreeg hij een tentoonstellingsverbod en voorzag hij in zijn levensonderhoud met het schilderen van portretten. In 1937 werden twee van zijn beeldhouwwerken aangemerkt als Entartete Kunst en in 1942 kreeg hij ook een verbod zijn beroep uit te oefenen.
Na de Tweede Wereldoorlog werd Baum benoemd tot hoogleraar aan de kunstacademie in Stuttgart en kreeg hij de leiding over de beeldhouwklas. Tot zijn leerlingen behoorden tussen 1946 en 1965 onder anderen de beeldhouwers Christoph Freimann, Herbert Baumann, Peter Knapp, Hans Dieter Bohnet, Emil Cimiotti, Elmar Daucher, Ekhart Dietz, Bruno Knittel en Eberhard Linke.
Het werk van Baum wordt gekenmerkt door de organische vorm, die hij steeds minimalistischer weergaf. Zandsteen, Muschelkalk, leisteen en beton waren, naast hout, de materialen waarmee hij bij voorkeur werkte. Zijn beeldhouwwerk werd vanaf het einde der vijftiger jaren geëxposeerd in de Staatsgalerie Stuttgart. In 1957 nam hij deel aan de tentoonstelling German Art of the Twentieth Century in het Museum of Modern Art in New York.

## Archeologische opgraving 2010
Bij een archeologische opgraving op een bouwterrein tegenover het Rotes Rathaus, het stadhuis van Berlijn, waar tot 1945 de Königstraße liep, zijn elf bronzen en keramische, verloren gewaande, sculpturen gevonden. De kunstvoorwerpen werden in november 2010 tentoongesteld in het Neues Museum. De beelden die in 1937 werden geëxposeerd in München als Entartete Kunst zijn onder andere van de kunstenaars Otto Freundlich (Kopf uit 1925), Otto Baum, Emy Roeder (Schwangere uit 1918), Edwin Scharff (Portret Anni Mewes uit 1917/21) en Gustav Heinrich Wolff (Stehende Gewandfigur uit 1925).

## Werken (selectie)
- Ruhendes Paar (1939), bronzen reliëf in het Alten Rathaus in Leonberg
- Pieta, Pliensaufriedhof in Esslingen am Neckar
- Lochofant (1949), Schulkomplex Gänseberg in Stuttgart
- Relief (1951), Treppenhaus Städtische Sparkasse in Stuttgart
- Elefant (1954), Silcher-Schule in Stuttgart-Zuffenhausen
- Mutter Erde (1956) , Deutscher Wetterdienst in Offenbach am Main
- Das große Spiel (1958) , Hof der Zahnklinik in Freiburg im Breisgau
- Mahnmal (ca. 1960), , Hof der Johann-Friedrich-von-Cotta-Schule in Stuttgart - oorspronkelijk Ehrenmal für die gefallenen Schüler der Wirtschaftsoberschule
- Posidonienschieferwand (1961), leisteen-reliëf in het Haus des Landtags in Stuttgart
- Plastische Betonwand (1961), Brunnenausgabe Staatsbad in Bad Wildbad
- Mütterlichkeit (1968), Landesfrauenklinik in Stuttgart
- Monumentalplastik, Pädagogische Hochschule in Ludwigsburg
- Bootsmann, Neckarkanal in Marbach am Neckar